# Estádio Maria Lamas Farache
O Estádio Maria Lamas Farache, apelidado de Frasqueirão, está localizado em Natal, cidade do Rio Grande do Norte, Brasil. É o estádio oficial do ABC Futebol Clube  sendo inaugurado em 22 de janeiro de 2006, no jogo amistoso entre ABC e Alecrim que terminou empatado em 1x1. O estádio ocupa 25.000 m² de um total de 110.000 m² da Vila Olímpica Vicente Farache.
O projeto setoriza a Vila Olímpica em quatro: o estádio com 25.000 m², o estacionamento com 25.000 m², uma área comercial com 14.500 m² e o clube com 45.500 m².
Origem do apelido "Frasqueirão": "A Frasqueira" é o apelido da torcida do ABC. Essa alcunha, pejorativa na época, foi imposta pelos rivais locais, porém a torcida do ABC adotou o nome. Segundo o historiador Luís da Câmara Cascudo, frasqueira era o nome do local onde eram transportados os escravos nos navios negreiros.

## Dados Técnicos

### Capacidade
O estádio possui quatro módulos e capacidade atual para 15.640 torcedores. Com o módulo IV (Módulo Wallyson) já concluído, existem projetos para o futuro visando a duplicação dos módulos II, III e IV. Com a execução desses projetos, o Estádio deverá ter sua capacidade estimada em aproximadamente 30 mil lugares.

### Estacionamento
O Frasqueirão tem a capacidade de receber em seu estacionamento 1.200 veículos.

### Módulo IV
O módulo IV do estádio Maria Lamas Farache recebeu o nome de módulo " Wallyson " e também de módulo "Fabinho" (pelos torcedores do América de Natal, rivais do ABC), isso porque a construção do módulo foi realizada com o dinheiro da venda do jogador Wallyson para o Atlético Paranaense. Além disso, foi uma maneira de homenagear o jogador, um dos maiores ídolos da história recente do clube.

### Iluminação
As 152 luminárias são divididas em quatro torres. O tipo de refletor é o Lithônia, o mesmo do Rose Bowl, em Los Angeles - palco da conquista do tetracampeonato mundial da Seleção Brasileira de Futebol, em 1994.

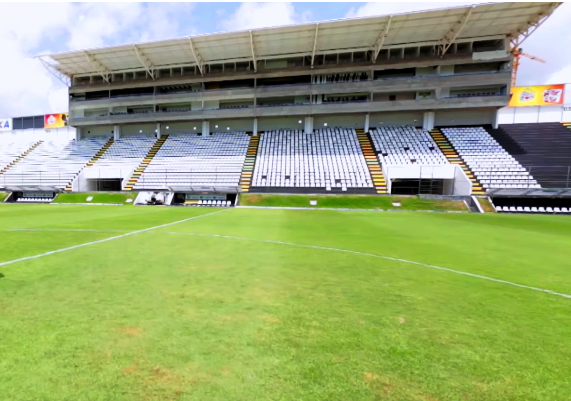
Interior do estádio

### Elevadores
O módulo 1 do estádio tem dois elevadores, cada um com capacidade para oito pessoas, o mesmo que 540 kg.

### Placar Eletrônico
O novo Placar Eletrônico do Estádio Frasqueirão foi concebido pela Lumi Energia Solar, patrocinadora do clube, com estreia na final do Campeonato Potiguar 2025 contra a equipe do América de Natal.
Não se tem muitas informações técnicas do modelo do placar.

## Conquistas do ABC dentro do Frasqueirão
8 Campeonatos Estaduais (2007-2008-2010-2011-2016-2017-2020-2022)
1 Campeonato Brasileiro Série C (2010)
4 Acessos à Série B (2007-2010-2016-2022)
1 Acesso à Série C (2021)

## Maiores públicos
| Nº | Público[i] | Mandante | Placar | Visitante           | Competição                  | Data                   | Ref. |
| -- | ---------- | -------- | ------ | ------------------- | --------------------------- | ---------------------- | ---- |
| 1  | 17.857     | ABC      | 1 – 2  | Corintians de Caicó | Campeonato Potiguar de 2010 | 25 de abril de 2010    |      |
| 2  | 17.040     | ABC      | 3 – 1  | Águia de Marabá     | Série C de 2010             | 24 de outubro de 2010  |      |
| 3  | 16.785     | ABC      | 0 – 0  | Ituiutaba           | Série C de 2010             | 20 de novembro de 2010 |      |
| 4  | 15.102     | ABC      | 0 – 1  | Corinthians         | Série B de 2008             | 24 de maio de 2008     |      |
| 5  | 15.090     | ABC      | 3 – 2  | Palmeiras           | Série B de 2013             | 5 de outubro de 2013   |      |
| 6  | 15.069     | ABC      | 4 – 2  | América de Natal    | Campeonato Potiguar de 2022 | 13 de abril de 2022    |      |
| 7  | 15.036     | ABC      | 0 – 2  | Grêmio              | Copa do Brasil de 2023      | 13 de abril de 2023    |      |
| 8  | 15.032     | ABC      | 0 – 0  | Mirassol            | Série C de 2022             | 1 de outubro de 2022   |      |
| 9  | 15.016     | ABC      | 1 – 1  | São Paulo           | Copa do Brasil 2017         | 15 de março de 2017    |      |
| 10 | 14.822     | ABC      | 4– 2   | América de Natal    | Campeonato Potiguar de 2012 | 29 de janeiro de 2012  |      |

- i. ^  Considerando-se o público total

## Copa do Mundo 2014
O Estádio Frasqueirão serviu como Centro Oficial de Treinamento (COT) para as seleções que disputaram jogos na Arena das Dunas em Natal. A FIFA enviou ao estádio do ABC:
- As bandeirinhas e duas traves oficiais
- Novas barreiras para treinamento
- Bancos de reservas e comissão técnica
- Uma máquina de gelo para uso do departamento médico
- Reforma do gramado, para um gramado padrão Fifa.
- Pavimentação de todos os acessos ao estádio e ao centro de treinamento
- Climatização dos vestiários
- Uma sala de imprensa com capacidade para cem pessoas

O investimento foi de cerca de R$ 1 milhão, levantados através de uma parceria público-privada.

As seleções da Itália, do México e do Uruguai treinaram no estádio.